# Metopilio spiniger
Espèce
Synonymes
- Phalangium spinigerum Pickard-Cambridge, 1905

Metopilio spiniger est une espèce d'opilions eupnois de la famille des Globipedidae.

## Distribution
Cette espèce est endémique du Guerrero au Mexique.

## Description
Le mâle holotype mesure 5 mm et la femelle paratype 7 mm.

## Systématique et taxinomie
Cette espèce a été décrite sous le protonyme Phalangium spinigerum par Pickard-Cambridge en 1905. Elle est placée dans le genre Metopilio par Roewer en 1911.

## Publication originale
- Pickard-Cambridge, 1905 : « Order Opiliones. » Biologia Centrali-Americana, Zoology, Arachnida - Araneida and Opiliones, vol. 2, p. 561–610 (texte intégral).